# Adolf Heusinger
Adolf Ernst Heusinger (ur. 4 sierpnia 1897 w Holzminden, zm. 30 listopada 1982 w Kolonii) – niemiecki oficer armii cesarskiej, następnie Reichswehry i Wehrmachtu, po II wojnie światowej sprawował funkcje Generalnego Inspektora w Bundeswehrze i przewodniczącego Komitetu Wojskowego NATO.

## Życiorys
Urodził się 4 sierpnia 1897 w Holzminden. W 1915 po zdaniu matury wstąpił na ochotnika do armii. Otrzymał stopień podporucznika w listopadzie 1916 i brał udział w I wojnie światowej. W 1917 został dowódcą kompanii. Jeszcze tego samego roku został wzięty do niewoli przez wojska brytyjskie. W 1919 powrócił do Niemiec, gdzie kontynuował karierę wojskową w siłach zbrojnych Republiki Weimarskiej – Reichswehrze. Pełnił funkcje dowódcze, a także sztabowe. W 1925 został awansowany do stopnia porucznika. W latach 1930–1934 pracował w operacyjnym wydziale „T1” Truppenamtu (kryptonim, utajnionego ze względu na traktat wersalski, niemieckiego sztabu generalnego). W 1932 został awansowany do stopnia kapitana. W 1934 został mianowany na dowódcę kompanii w pułku piechoty. W latach 1935–1937 w stopniu majora był oficerem operacyjnym (tzw. Ia) w sztabie 11 Dywizji. W 1937 przeniesiony do oddziału operacyjnego sztabu generalnego wojsk lądowych, a w 1938 awansowany na podpułkownika.

### II wojna światowa
W czasie II wojny światowej, w październiku 1940 w stopniu pułkownika, otrzymał nominację na szefa oddziału operacyjnego Naczelnego Dowództwa Wojsk Lądowych. W okresie kampanii na wschodzie Heusinger wraz ze swoim zwierzchnikiem gen. Franzem Halderem brał udział w sporach z Adolfem Hitlerem dotyczących strategii dalszych działań. W 1941 Heusinger otrzymał awans na stopień Generalmajora, dwa lata później na Generalleutnanta. Po tym jak w czerwcu 1944, po jednym ze sporów z Hitlerem, dotychczasowy szef sztabu generalnego wojsk lądowych gen. Kurt Zeitzler doznał udaru mózgu, pełnienie jego obowiązków powierzono Heusingerowi. Do jego obowiązków należał m.in. udział w naradach sytuacyjnych u Hitlera, a w szczególności referowanie „wodzowi” położenia wojsk niemieckich na froncie. Pełnił również funkcje doradcze.

### Zamach na Hitlera 20 lipca 1944
20 lipca 1944 w czasie zamachu dokonanego przez pułkownika Clausa von Stauffenberga w Wilczym Szańcu Heusinger stał obok Hitlera. W wyniku eksplozji bomby został niezbyt ciężko ranny. Po rekonwalescencji został aresztowany przez Gestapo i pozbawiony stanowiska, ponieważ wiedział o spisku w otoczeniu Führera, a także kontaktował się z osobami, które brały w nim udział. Nie godził się na przeprowadzenie zamachu. Z tego powodu nie został wtajemniczony w jego szczegóły, co pozwoliło mu ocalić życie, lecz do końca wojny pozostawał poza służbą.

### Po II wojnie światowej
Po zakończeniu działań wojennych znalazł się w alianckiej niewoli wojennej, był świadkiem w Procesie Norymberskim. Po odzyskaniu wolności pracował w tzw. Organizacji Gehlena przekształconej następnie w wywiad Republiki Federalnej Niemiec. Od 1950 był doradcą wojskowym kanclerza Konrada Adenauera. Po 1952 pełnił funkcję eksperta wojskowego w „Biurze Blanka” przekształconym w Ministerstwo Obrony RFN. Po utworzeniu sił zbrojnych Republiki Federalnej Niemiec – Bundeswehry, został do niej przyjęty w stopniu generała porucznika. Od 1957 był szefem departamentu sił zbrojnych w Ministerstwie Obrony RFN, a także Generalnym Inspektorem Bundeswehry. W latach 1961–1964 pełnił funkcję przewodniczącego Komitetu Wojskowego NATO w Waszyngtonie. Po odejściu ze służby w 1964 został doradcą do spraw wojskowych CDU. Generał Heusinger zmarł 30 listopada 1982 w Kolonii.